# Fünf vor zwölf (Wohmann)

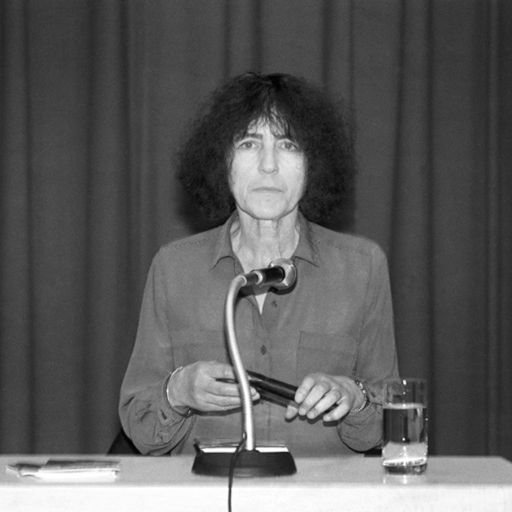
Gabriele Wohmann (1992)

Fünf vor zwölf ist eine Erzählung von Gabriele Wohmann aus dem Jahr 1982, die 1984 in der Sammlung Der kürzeste Tag des Jahres bei Luchterhand in Darmstadt erschien.

## Inhalt
Vermöge der Kunst des Chirurgen darf Sonja weiterleben und macht auf ihren Ehemann Gerold, der sie nach der OP in ihrem Zweibettzimmer des Krankenhauses besucht, bereits wieder jenen gut bekannten selbstzufriedenen, leicht rechthaberischen Eindruck. Gerold hingegen hat die ganze Aufregung vor der Operation  nervlich zugesetzt. Er will seinen jämmerlichen Zustand vor Sonja verheimlichen. Auch die Verwandten und Bekannten daheim – allesamt Optimismus verströmende Anrufer – sollen nichts merken.
Während des Besuches im Krankenhaus am darauffolgenden Tag erscheint seine Frau dem Ehemann Gerold bereits „zänkisch und mißmutig“ wie gehabt. Sonja befasst sich, wie eh und je, mit ihrem Umweltkram – den sogenannten SOS-Rufen; hat den Zeitungsartikel „Es ist fünf vor zwölf“ in der Mache. Gerold bringt vor Sonja seinen Unmut zur Sprache.
Dem Grübler Gerold plagt eine Frage. Warum haben seine Frau und er sich vor der lebensbedrohlichen Operation so sehr geängstigt? Gerold kommt auf das Denkresultat: „...wir freuen uns nicht auf unseren Tod“. Solche philosophisch anmutende Erkenntnis kann er keinesfalls auf das Willkommensplakat – für seine Sonja gleich hinter der Wohnungstür angebracht – schreiben. Gerold zerreißt den Entwurf. Schlecht betragen hatte er sich bereits beim letzten Krankenbesuch mit seiner oben genannten Unmutsäußerung. Gerold will die Scharte mit einem nächtlichen Anruf bei Sonja im Krankenhaus auswetzen. Da rutscht ihm die nächste Befremdlichkeit heraus. Er zitiert während des Telefonats mit seiner diesmal konsterniert horchenden Frau aus Brahms’ Vier ernsten Gesängen einen Fünf-Minuten-vor-Zwölf-SOS-Ruf: „Denn es gehet dem Menschen wie dem Vieh: wie dies stirbt, so stirbt auch er,...“

### Verwendete Ausgabe
- Fünf vor zwölf, S. 19–26 in Gabriele Wohmann: Bucklicht Männlein. Erzählungen. 151 Seiten. Aufbau-Verlag, Berlin 1984, ohne ISBN (enthält noch: Zwei Frauen im Spiegel. Der beste Freund ist in dem Himmel. Die Herrlichkeit des Lebens. Fridas Freund. Große Liebe. Weiße Strickjacken. Auf der Fähre. Stille Wasser sind tief. Das Trugbild. Auf der Sonnenseite. Strafporto. Das war’s dann wohl. Infektionskrankheiten. Das mittlere Elend. No Future)